# Big Big Hits of '62
Big Big Hits of '62 è il primo album dei Brian Poole & The Tremeloes, pubblicato nel 1963 nel Regno Unito.

## Tracce
I 22 brani sono raggruppati in medley di tre o quattro pezzi, a formare tre tracce per lato.
Lato A
Prima traccia
1. Speedy Gonzales (Buddy Kaye, David Hill, Ethel Lee)
2. (Dance With the) Guitar Man (Duane Eddy, Lee Hazlewood)
3. Sheila (Tommy Roe)
4. Let's Dance (Jim Lee)

Seconda traccia
1. Twistin' the Night Away (Sam Cooke)
2. Things (Bobby Darin)
3. Return to Sender (Otis Blackwell, Winfield Scott)

Terza traccia
1. Ginny Come Lately (Gary Geld, Peter Udell)
2. Stranger on the Shore (Acker Bilk, Robert Mellin)
3. Dream Baby (How Long Must I Dream) (Cindy Walker)
4. The Swiss Maid (Roger Miller)

Lato B
Prima traccia
1. Hey Baby (Bruce Channel, Margaret Cobb)
2. Sherry (Bob Gaudio)
3. It Might As Well Rain Until September (Gerry Goffin, Carole King)
4. I Can't Stop Loving You (Don Gibson)

Seconda traccia
1. Don't Ever Change (Gerry Goffin, Carole King)
2. Let's Twist Again (Da Vinci Cassia, Dave Appell, Kal Mann)
3. The Loco-Motion (Gerry Goffin, Carole King)

Terza traccia
1. Breaking Up Is Hard To Do (Howard Greenfield, Neil Sedaka)
2. Devil Woman (Marty Robbins)
3. Roses Are Red (My Love) (Al Byron, Paul Evans)
4. Halfway to Paradise (Gerry Goffin, Carole King)

## Formazione
- Alan Howard: basso
- Dave Munden: batteria
- Ricky Westwood: chiatarra
- Brian Poole: voce
- Alan Blakley: chitarra